# Paul Yoshigorō Taguchi
Paul Yoshigorō Taguchi (jap. 田口 芳五郎 Taguchi Yoshigorō; ur. 20 lipca 1902 w Sotome [dzisiejsze Nagasaki], zm. 23 lutego 1978 w Osace) – japoński duchowny katolicki, arcybiskup Osaki, kardynał.

## Życiorys
Studiował w Papieskim Athenaeum De Propaganda Fide i Papieskim Athenaeum Św. Apolinarego w Rzymie. Przyjął święcenia kapłańskie 22 grudnia 1928 w Rzymie. W latach 1931–1936 pracował jako duszpasterz w archidiecezji Tokio oraz wykładał w lokalnym seminarium. Od 1936 był sekretarzem delegatury apostolskiej w Japonii.
30 listopada 1940 mianowany administratorem apostolskim diecezji Osaka, rok później – 25 listopada 1941 – biskupem Osaki. Sakrę biskupią otrzymał 14 grudnia 1941. W latach 1941–1962 był jednocześnie administratorem apostolskim prefektury apostolskiej Sikoku. Brał udział w obradach Soboru Watykańskiego II (1962-1965) i sesji Światowego Synodu Biskupów w Watykanie (1967, 1969, 1971, 1974). 24 lipca 1969 Osaka została wyniesiona do rangi metropolii, a Taguchi do godności arcybiskupa. W 1970 został ponadto przewodniczącym Konferencji Episkopatu Japonii.
5 marca 1973 został mianowany przez papieża Pawła VI kardynałem, z tytułem prezbitera S. Maria in Via.